# Tabanus arnaudi
Tabanus arnaudi är en tvåvingeart som beskrevs av Philip 1978. Tabanus arnaudi ingår i släktet Tabanus och familjen bromsar. Inga underarter finns listade i Catalogue of Life.